# Great Somerford
Pour les articles homonymes, voir Somerford.
Great Somerford est une paroisse civile et un village du Wiltshire, en Angleterre.